# Force Publique
La Force publique (FP; en español: Fuerza Pública) fueron las fuerzas armadas del Estado Libre del Congo, una colonia belga, y su sucesor la República del Congo (Léopoldville) hasta 1960, cuando fue renombrado a Fuerzas Armadas de la República Democrática del Congo.

## Los inicios en el Estado Libre del Congo

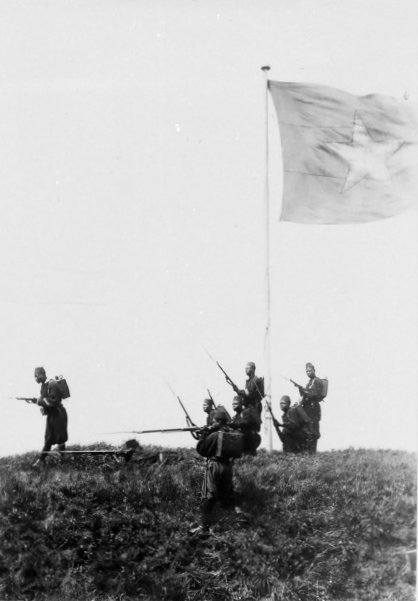
La defensa de la bandera. fotografía de la Société de Géographie, 1928.

La Force publique se creó en 1885 cuando el rey Leopoldo II de Bélgica, que acababa de hacerse con el país bajo el nombre de Estado Libre del Congo, ordenó a su ministro de Asuntos Internos la creación de una fuerza militar y policial para el nuevo estado. A partir de 1886, Leopoldo II envió a muchos oficiales belgas para establecer la fuerza militar anunciada. Para asegurarse el control sobre este cuerpo, los oficiales fueron belgas, pero también suecos, daneses, y de otros países europeos, entre los que no faltaban aventureros y soldados de fortuna.
Los suboficiales eran africanos de distintos origen. Algunos de ellos eran caníbales procedentes de las tribus más feroces del Alto Congo.[cita requerida] Leopoldo II también compró esclavos a Tippu Tip, esclavos a los que se ofrecía la libertad a cambio de cuatro años de servicio en la Fuerza Pública, mientras otros habían sido secuestrados en su infancia y educados con misioneros católicos que les daban una formación militar cercana a la esclavitud. Otros eran originarios de Zanzíbar o de zonas costeras colonizadas con anterioridad. La Force publique se construyó con el objetivo de defender el territorio y de luchar contra los traficantes de esclavos. Sin embargo, durante el reinado de Leopoldo II, su papel fue el de asegurar la rentabilidad económica del territorio, con la explotación del caucho y del marfil, asegurándose las cuotas de producción por medio de trabajos forzados con armas de fuego y el uso de la chicotte o fimbo (un látigo hecho de fibras de piel de hipopótamo). Todos los congoleños que violaban el reglamento colonial recibían entre 50 y 100 latigazos, aunque la cifra se rebajó luego a 20. Los golpes resultaban a menudo mortales. La Fuerza Pública cogía con frecuencia rehenes, casi siempre mujeres, con el fin de forzar a sus maridos a trabajar para cubrir las cuotas de producción solicitadas. Las mujeres eran violadas a menudo. Se incendiaron muchos poblados, y había que cortar y recoger las manos de los cadáveres para justificar el gasto de munición. Junto a otros muchos abusos, se cortaba las manos de individuos vivos para justificar el gasto de munición en otros menesteres. 
Como es natural, la Force publique tuvo que enfrentarse a muchos problemas de disciplina a lo largo de su historia. Durante los primeros años eran frecuentes las rebeliones de soldados negros, y a principio de los años 1890, la mayor parte de la zona oriental del territorio estaba en manos de traficantes de esclavos árabes, y el control de esa parte del territorio fue adquirido de modo gradual a mitades del decenio. También fueron frecuentes los problemas de organización con oficiales blancos. Muchos de ellos utilizaron el poder del que gozaban más para su personal beneficio que para servir a los intereses del Estado. Para Stanley, el control de ciertos oficiales era el principal problema al que había que enfrentarse.

## El Congo Belga
Una vez el gobierno belga se hizo cargo del gobierno del Estado Libre del Congo en 1908, se organizó la Force publique en 21 compañías diferentes, a las que se añadieron unidades separadas de artillería e ingenieros. Cada compañía debía contar al menos con 4 oficiales blancos, y más de 150 askaris (soldados africanos). Ocho oficiales congoleños completaban el mando efectivo. Estos oficiales belgas y congoleños asumieron pronto el lugar de los europeos de diferentes orígenes que formaban el cuerpo de oficiales durante el estado independiente. Las tropas de Katanga constrituían una fuerza autónoma de 6 compañías y una unidad cíclica. 
En 1914, la Fuerza Pública, contaba con unos 17.000 soldados (incluyendo a las fuerzas de Katanga). La mayor parte trabajaba en pequeñas guarniciones situadas en un territorio, y tenían papel de policía. Tan sólo las unidades de Katanga estaban organizadas en batallones, con función principalmente militar. Se hicieron esfuerzos para compensar los abusos de la época del estado independiente, y para transformar la Fuerza Pública en una fuerza colonial más clásica, más disciplinada, aunque sin que perdiera su papel represivo. La mayor parte de los soldados contaba con un fusil Albini 11 mm. Siguieron llevando un uniforme azul con un fez rojo, aunque entre 1915 y 1917 se sustituyó este uniforme azul por uno caqui. El alistamiento anual se basaba en un sistema de cuota de efectivos (voluntarios o no) que se fijaba por cada distrito. Los jefes de los poblados eran quienes designaban a los no voluntarios. El servicio tenía una duración de 7 años.
Durante la Primera Guerra Mundial, unidades reforzadas de la Force publique lucharon contra las fuerzas del Imperio colonial alemán en Camerún, Ruanda, Burundi y en el territorio de la actual Tanzania. Obtuvieron varios éxitos militares, ganando el respeto de sus aliados portugueses y británicos y de sus enemigos alemanes. Entre 1914 y finales de 1917, 58 militares europeos, 1.895 soldados y 7.124 porteadores congoleños murieron en combate o de agotamiento. 
Durante el resto del período en el que el territorio estuvo sometido a la autoridad de Bélgica, la Force publique prosiguió con su doble papel militar y de policía, a pesar de que en 1959, 10 meses antes de que el territorio alcance su independencia, se crea un cuerpo de gendarmería procedente de las tropas del servicio territorial de la Fuerza Pública. Durante la Segunda Guerra Mundial, algunos destacamentos combatieron con éxito junto a fuerzas británicads en la Eritrea italiana. La 23ª D.I. italiana se rindió a las tropas belgas y congoleñas. En 1943 se envió a Oriente Medio un cuerpo expedicionario belga. Allí fue reequipado y reentrenado al modo británico y se convirtió en el 1st Belgian Congo Brigade Group, pero en 1944 se adoptó la decisión de no utilizarlo en el marco europeo de operaciones y devolverlo al Congo Belga. Al parecer la decisión se debió al escaso número de efectivos europeos en esta Brigada, según los criterios del ejército británico.
Entre 1945 y 1960, Bélgica siguió utilizando la Fuerza Pública como un cuerpo de policía desvinculado del pueblo, con unidades mixtas en las que había como máximo un 25% de nativos de la provincia en la que servían. Al ser un cuerpo disciplinado y exigente, la Fuerza Pública impresionaba a los visitantes con su apariencia seria y cuidada, pero mantenía unas prácticas segregacionistas, llevadas a cabo por sus oficiales belgas, que desembocaron en tensiones violentas en el momento de la independencia, en junio de 1960. No se abolió la chicotte hasta 1955. Hubo que esperar hasta 1957, para que por primera vez el contingente estuviera formado únicamente por voluntarios. En septiembre de 1959 se abrió una Escuela de Alféreces para militares congoleños que, hasta ese momento, sólo podían llegar al grado de sargento mayor. El gobierno belga no tomó este tipo de medidas a tiempo para constituir un cuerpo de oficiales nativos capaz de hacerse cargo de la nueva situación, y en el momento de la independencia, sólo había en dicha Escuela 20 cadetes africanos.

## Post-independencia
El 5 de julio de 1960, o lo que es lo mismo, 5 días después de la proclamación de la independencia, tropas de la Force publique acantonadas cerca de Léopoldville se amotinaron contra sus oficiales blancos (que habían permanecido a la cabeza de los cuerpos de ejército) y atacaron numerosos objetivos europeos y congoleños. La chispa de esta revuelta parece que fue lo que el general belga comandante en jefe en el principal acuartelamiento dijo a los soldados africanos. Al parecer dijo que la independencia no variaría en nada su papel. Las intenciones del General Janessen eran de recordar que la disciplina debía mantenerse en el seno de la Fuerza Pública, pero sus palabras se interpretaron como una negación de la recién adquirida independencia. El impacto fue desastroso. La insurrección desencadenó el pánico entre la población civil de origen europeo (principalmente belgas). Muchos de ellos regresaron a Europa, y el nuevo gobierno perdió la credibilidad al verse incapaz de sofocar la revuelta. La Force publique cambió de nombre y pasó a ser el Ejército Nacional Congoleño (Armée nationale congolaise, ANC), y se africanizó el mando. 
Esta ola de violencia provocó la inmediata intervención del ejército belga para garantizar la seguridad de los europeos en general y de sus ciudadanos en particular. Esta intervención fue una flagrante violación de la soberanía nacional, puesto que se hizo sin la petición ni la conformidad del gobierno congoleño. La crisis subsiguiente permitió el ascenso de Joseph Mobutu, un antiguo sargento mayor de la Fuerza Pública que había sido puesto a la cabeza del ejército por Patrice Lumumba, y que acabó tomando definitivamente el poder en 1965. El régimen de Mobutu se mantuvo hasta 1997.